# Pilus

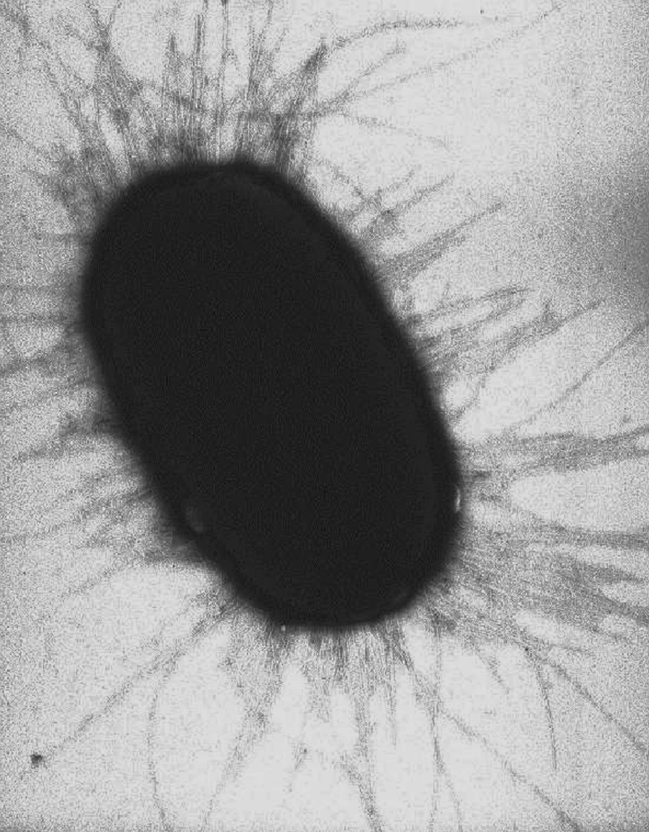
Pili bei E. coli.

Der Pilus (von lateinisch pilus, ‚Haar‘, insbesondere ‚einzelnes Haar‘, ‚Faser‘; Plural: Pili, auch Fimbrien genannt) ist ein bei Prokaryoten vorkommendes, außerhalb der Zelle als Zellfortsatz befindliches, fadenförmiges, aus einem Protein bestehendes Anhängsel. Pili sind typisch für gramnegative Bakterien, die je nach Individuum einen Pilus bis viele Pili besitzen. Es gibt verschiedene Typen von Pili, die sich in ihrem Protein, ihrer Länge und Durchmesser und in ihrer Funktion unterscheiden. Die Länge variiert zwischen etwa 0,1 und etwa 20 µm, ihr Durchmesser 2 bis etwa 20 nm. Beispiele für Funktionen: Anheftung an eine Grenzfläche Feststoff/Flüssigkeit oder Gas/Flüssigkeit, Anheftung an andere Bakterien, Anheftung an die Oberfläche tierischer Zellen und horizontale Gentransfer mit Bakterien.
Die Anheftung an Grenzflächen hat ökologische Bedeutung: Bei Vorkommen der Bakterien in einem fließenden Medium können sie bei Anheftung an einem Feststoff am Ort bleiben und werden nicht mit dem Flüssigkeitsstrom  mitgeführt. Auf diese Weise fließt das Medium an ihnen vorbei, bringt neue Nährstoffe mit und führt Stoffwechselabbauprodukte fort. Bei Anheftung an die Grenzfläche Luft/Flüssigkeit können sie aus der Flüssigkeit Nährstoffe entnehmen und aus der Luft Sauerstoff. Eine dichte Lage aus Bakterien (und auch anderen Mikroorganismen) an der Oberfläche von Flüssigkeiten (auch mit anderen Mitteln angeheftet) bezeichnet man als "Kahmhaut". Für die Anheftung an einer Grenzfläche Gas/Flüssigkeit sind besonders Pili geeignet, die aus Proteinen mit einer apolaren Oberfläche bestehen. Die Anheftung an tierische Zellen fördert bei einigen Bakterien ihre Pathogenität. 

## F-Pilus

Austausch des F-Plasmids durch Konjugation

Es gibt spezielle Pili, die dem horizontalen Gentransfer dienen (Konjugation). Sie werden als F-Pili (F von englisch fertility „Fruchtbarkeit“) oder Sexualpili bezeichnet und sind relativ dick und hohl, ihre Länge beträgt 1–4 µm, ihr Durchmesser 2–8 nm. Meistens wird je Individuum nur ein F-Pilus gebildet und zwar vom Spender-Bakterium (Donator). Nach Kontaktaufnahme mit einem Empfänger-Individuum (Akzeptor oder Rezipient) wird der Pilus vom Donator abgebaut und der Abstand zwischen den beiden Zellen verringert sich. Ist der Abstand gering genug, kann außerhalb des Pilus eine Plasmabrücke etabliert werden, über die genetische Information in Form von DNA ausgetauscht werden kann. Der Austausch der genetischen Information erfolgt also nicht über den „Tunnel“ des F-Pilus. Es werden beispielsweise Resistenz-(R-)Faktoren oder Fertilitäts-(F-)Faktoren über die Plasmabrücke ausgetauscht. Dabei wird der DNA-Doppelstrang in Einzelstränge aufgewunden und Teile eines Einzelstranges (dabei ist es egal, welche) wandern vom Donator zum Rezipienten. Danach löst sich die Plasmabrücke auf und beide Bakterien vervollständigen den Einzelstrangbereich zu einem Doppelstrang. 
Auch wenn bei diesem Prozess genetisches Material ausgetauscht wird (Konjugation), ist es kein echter sexueller Prozess, denn Bakterien haben kein Geschlecht. Die Bezeichnung Sexualpilus ist deshalb irreführend und sollte nicht verwendet werden; die korrekte Bezeichnung ist F-Pilus.

## Typ-IV-Pilus
Einige Bakterien können sich mit Hilfe von Typ-IV-Pili auf einer festen Oberfläche bewegen. Man spricht von "Zuckbewegungen", im englischen als "twitching motility" bezeichnet. Der Pilus besteht aus Kopien des PilA-Proteins, hat einen Durchmesser von rund 6 nm und wird bis zu 4 µm lang. Er ist im Gegensatz zu Flagellen nicht hohl. Die Pili befinden sich normalerweise an beiden Polen des Bakteriums.

## Weitere Typen
- T-Pilus
- Hrp-Pilus bei Pflanzenpathogenen (Hauptuntereinheit HrpE)
- Typ-I-Pilus
- Pap-Pilus